# Ас-Сакафи, Мансур
Мансу́р ас-Сакафи́ (араб. منصور الثقفي‎, 14 января 1979, Саудовская Аравия) — саудовский футболист, защитник. Выступал за сборную Саудовской Аравии. Участник чемпионата мира 2002 года.

## Карьера

### Клубная
С 2001 по 2007 год выступал в составе клуба «Аль-Наср» из Эр-Рияда, выиграв вместе с командой за это время 1 раз Международный кубок Дамаска. В 2007 году перешёл в клуб «Аль-Ахли» из Джидды, в котором играет по сей день.

### В сборной
В составе главной национальной сборной Саудовской Аравии выступал c 2002 по 2005 год. Участник чемпионата мира 2002 года, однако, на поле так ни разу и не вышел. Вместе с командой становился обладателем Кубка арабских наций и дважды Кубка наций Персидского залива.

## Достижения

### Командные
Обладатель Кубка арабских наций: (1)
- 2002

Обладатель Кубка наций Персидского залива: (2)
- 2002, 2003

Обладатель Международного кубка Дамаска: (1)
- 2004